# Болімув (гміна)
Гміна Болімув (пол. Gmina Bolimów) — місько-сільська гміна у центральній Польщі. Належить до Скерневицького повіту Лодзинського воєводства.
Станом на 31 грудня 2011 у гміні проживало 4091 особа.

## Площа
Згідно з даними за 2007 рік площа гміни становила 112.21 км², у тому числі:
- орні землі: 60.00%
- ліси: 34.00%

Частину гміни займає Болімовський парк, створений у 1986 р. Його площа становить 3800,44 га і розташований він у долині річки Равки (пол. Rawka).
Таким чином, площа гміни становить 14.84% площі повіту.

## Сусідні гміни
Гміна Болімув межує з такими гмінами: на сході - Віскіткі та Пуща-Марянська, на заході - Неборув, на півночі - Нова-Суха, та Скерневіце на півдні.

## Населення
Станом на 31 грудня 2011:
| Опис     | Загалом | Загалом | Чоловіки | Чоловіки | Жінки | Жінки |
| -------- | ------- | ------- | -------- | -------- | ----- | ----- |
| одиниця  | осіб    | %       | осіб     | %        | осіб  | %     |
| все      | 4091    | 100     | 1997     | 48.81    | 2094  | 51.19 |
| міське   | 0       | 100     | 0        |          | 0     |       |
| сільське | 4091    | 100     | 1997     | 48.81    | 2094  | 51.19 |